# 渡辺成綱
渡辺 成綱（わたなべ なりつな、天正19年（1591年） - 慶安3年8月5日（1650年8月31日））は、戦国時代から江戸時代初期の武将。通称彦四郎、源五左衛門。

## 略歴
渡辺守綱の子として生まれる。母は岡部真幸の娘。慶長8年（1603年）より徳川秀忠に仕え、大坂の陣にも従軍した。元和3年（1617年）徳川家光に附属せられ、御書院番を勤め、采地300石を賜った。寛永10年（1633年）にはさらに200石を加えられた。
慶安3年（1650年）8月5日死去。享年60。法名了哲。